# Chapeau pinta'o
Le chapeau pinta'o appartient au costume traditionnel du Panama. Il est fabriqué à partir de fibres végétales. « Les processus et techniques artisanaux des fibres végétales pour le tissage des talcos, crinejas et pintas du chapeau pinta’o » intègrent la liste représentative du patrimoine culturel immatériel de l'humanité en 2017. 

## Fabrication
Les éléments du chapeau pinta'o (talcos, crinejas et pintas) sont constitués de fibres végétales, à partir de cinq plantes et de boue. Artisans et fournisseurs de végétaux s'organisent en coopératives. La plante chisná permet de fabriquer des bandes de couleur noires dans le chapeau. 

## Mesures de sauvegarde et reconnaissance
Le chapeau pinta'o fait l'objet d'un musée (situé dans le district de la Pintada) qui en expose et recrée l'environnement artisanal de sa fabrication. De plus, une journée célébrant ce chapeau a lieu le 19 octobre. La Direction générale de l’artisanat organise des foires et marchés pour mettre cet artisanat en valeur. Des concours de tissage ont lieu, on compte environ 400 personnes pratiquant cet art. Le 7 décembre 2017, il est inscrit au patrimoine culturel immatériel de l'humanité par l'UNESCO, qui dans sa description officielle évoque la fierté des artisans. C'est ainsi que l'artisan Sixto Vázquez évoque la fierté et la distinction qu'offre le chapeau. L'exploitation forestière au profit des pâturages, par exemple, conduit cependant à menacer les matières premières, ce qui les préoccupe. Les plantes du Panama nommées bellota et pita sont ainsi abattues,  ce qui les met en danger d'extinction. Jaime Luna, directeur de l'artisanat au ministère de la culture, rappelle l'importance de  valoriser cet élément culturel et de le transmettre aux jeunes générations. Des instituts agricoles et culturels panaméens signent un accord pour protéger les plantes à l'origine du chapeau pinta'o. 